# SZHTZ-NATI
Az SZHTZ-NATI (oroszul: СХТЗ-НАТИ) a Szovjetunióban 1937−1952 között gyártott lánctalpas mezőgazdasági vontató. Ismert még SZTZ−3 és ATZ-NATI típusjelzéssel is.

## Története
Tervezése 1933-ban kezdődött a Sztálingrádi Traktorgyárban a NATI szakembereinek a közreműködésével. A népgazdasági és a katonai igényeket szem előtt tartva, párhuzamosan folyt két változat fejlesztése. A közös alapokon (futómű, alváz, motor, erőátvitel) egy mezőgazdasági vontató és egy katonai változat készült. A lánctalpas futómű a Vickers Carden-Loyd konstrukcióján alapult. A mezőgazdasági vontató az SZTZ-NATI 1TA típusjelzést kapta, de a sorozatgyártás elindulásával egyszerűen az SZHTZ-NATI, vagy SZTZ−3 jelzést használták. A katonai vontató változat típusjelzése kezdetben SZTZ-NATI 2TV volt, amelyet később SZTZ−5-re változtattak. 
A lánctalpas traktor gyártása 1937-ben kezdődött el a Harkovi Traktorgyárban (HTZ) és a Sztálingrádi Traktorgyárban (SZTZ, napjainkban Volgográdi Traktorgyár), ahol az SZHTZ 15/30-as modellt váltotta fel a gyártósoron. Ez volt a Szovjetunióban az első hazai konstrukciójú,  nagy tömegben gyártott lánctalpas traktor. 1941 októberében a német támadás miatt a HTZ-t az Altaji határterületre, Rubcovszk városába evakuálták, ahol az átszállított harkivi gyártóberendezések alapján létrehoztak egy új gépgyárat, az Altaji Traktorgyárat (ATZ). Az SZHTZ-NATI traktor gyártása 1942-ben kezdődött el Rubcovszkban, ATZ-NATI jelzéssel és 1952-ig folyt. A második világháború után Harkivban is újraindult a traktorgyár és felújították az SZHTZ-NATI gyártását, melyet 1949-ben fejeztek be, és ugyancsak ekkor fejeződött be a sorozatgyártás a Sztálingrádi Traktorgyárban is. A tízezredik példány 1947-ben gördült le a gyártósorról az SZTZ-nél.
Az 1940-es, 1950-es évek legelterjedtebb lánctalpas traktora volta Szovjetunióban. Gyártását 1952-ben szüntették be véglegesen. Összesen 191 ezer darab készült a típusból. Helyét és szerepét később az 1949-től gyártott DT−54-es vette át.
A Sztálingrádi Traktorgyár 1937-ben kezdte el az SZTZ−5 tüzérségi vontató gyártását, melyet a BM−13−16 rakétasorozatvető rendszer alvázaként is használták.

## Lásd még
- SZTZ−5